# Nersingen

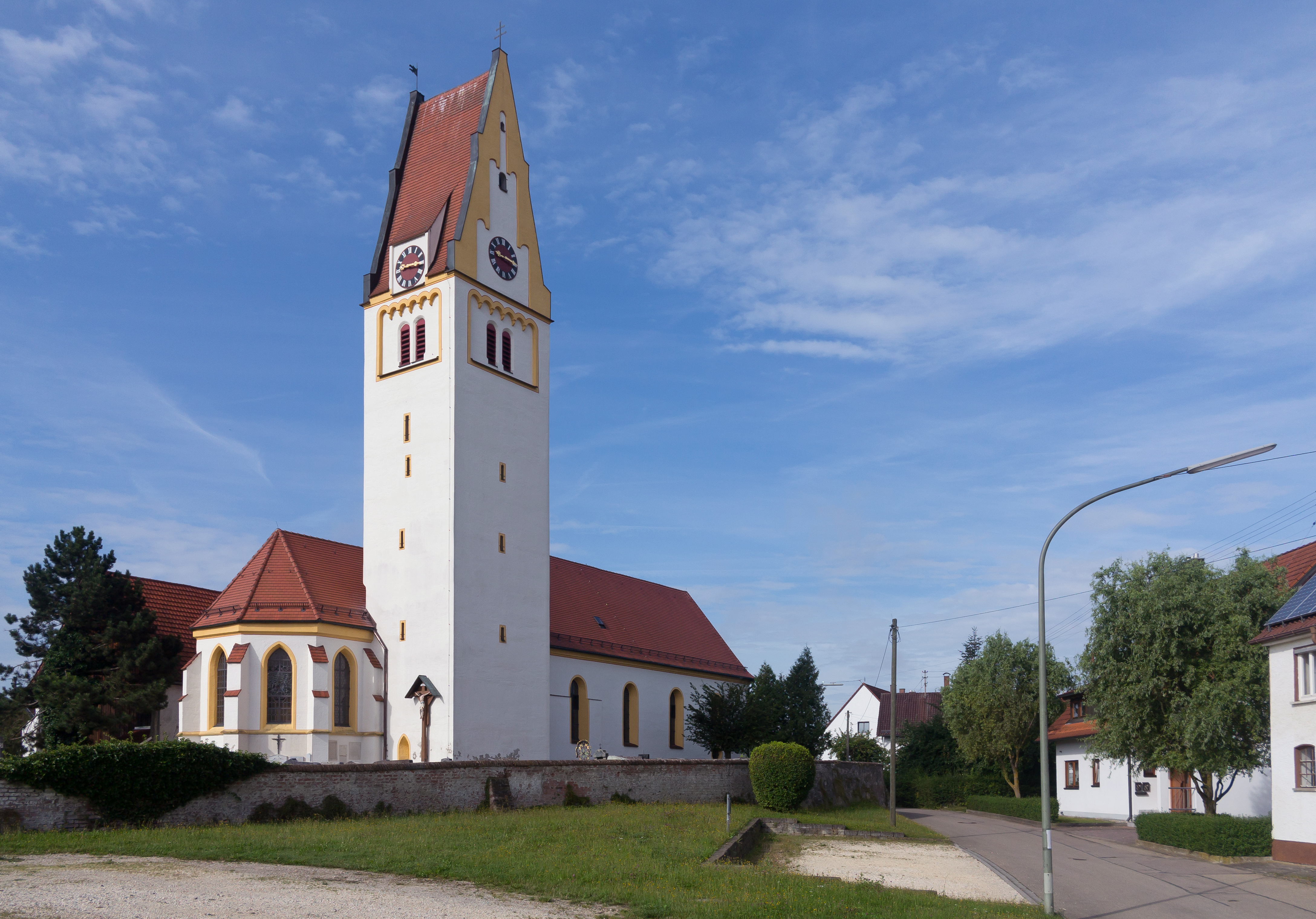
Die katholische Pfarrkirche Sankt Dionysius in Oberfahlheim

Nersingen ist eine Gemeinde im schwäbischen Landkreis Neu-Ulm in Mittelschwaben, Bayern.

## Geografie

### Geografische Lage
Der Hauptort liegt etwa 10 km ostnordöstlich der Kreisstadt Neu-Ulm weniger als einen Kilometer von der Donau im Norden entfernt, die ungefähr die nördliche Gemeindegrenze bildet; zwei kleinere Gemarkungsstücke von zusammen etwa einem halben Quadratkilometer liegen in der waldreichen Flussaue am Nordufer des Stroms. Der Donau fließen zwei von Süden kommende Nebenflüsse durch die Gemarkung zu, die Leibi nahe der westlichen Gemeindegrenze entlang, die Roth durch ihre Mitte; in derselben Richtung mündet die Biber nach ihrem letzten Laufstück an der Ostgrenze. Daneben gibt es in der Gemeinde einige Wassergräben und mehrere durch Kiesabbau entstandene Baggerseen meist in der oder nahe der Donauaue.
Der niedrigste Punkt der Gemarkung liegt auf etwa 452 m ü. NHN am Ausfluss der Donau, die zwei mit wenig über 490 m ü. NN höchsten Stellen liegen auf dem Buchberg an der westlichen und am Hang des Bergholzes an der östlichen Grenze.

### Gemeindegliederung
Es gibt 6 Gemeindeteile (in Klammern ist der Siedlungstyp angegeben):
- Glassenhart (Weiler)
- Leibi (Kirchdorf)
- Nersingen (Pfarrdorf)
- Oberfahlheim (Pfarrdorf)
- Straß (Pfarrdorf)
- Unterfahlheim (Kirchdorf)

### Nachbargemeinden
Die Gemeinde grenzt an die Gemeinde Elchingen NU im Nordwesten und Norden, die Stadt Leipheim GZ im Nordosten, die Gemeinde Bibertal GZ im Osten, den Markt Pfaffenhofen an der Roth NU im Süden und die Stadt Neu-Ulm NU im Westen.

## Geschichte

### Altertum
Frühe Funde um Nersingen wurden vielfach in verlandeten Altarmen der Donau gemacht. Die dort geborgenen Gegenstände sind im Laufe der Jahrtausende aus unterschiedlichen Gründen in den Fluss gekommen. So wurde ein spätbronzezeitliches Vollgriffschwert vom Typ Rixheim bei Nersingen-Leibi geborgen, weitere, aus derselben Fundregion stammende Schwerter gehören zu den urnenfelderzeitlichen Griffzungenschwertern. Zahlreiche Hügelgräber und ein elitäres Wagengrab mit zwei Pferden aus der Hallstattzeit belegen die Besiedelung und weisen auf die Existenz einer Oberschicht hin.

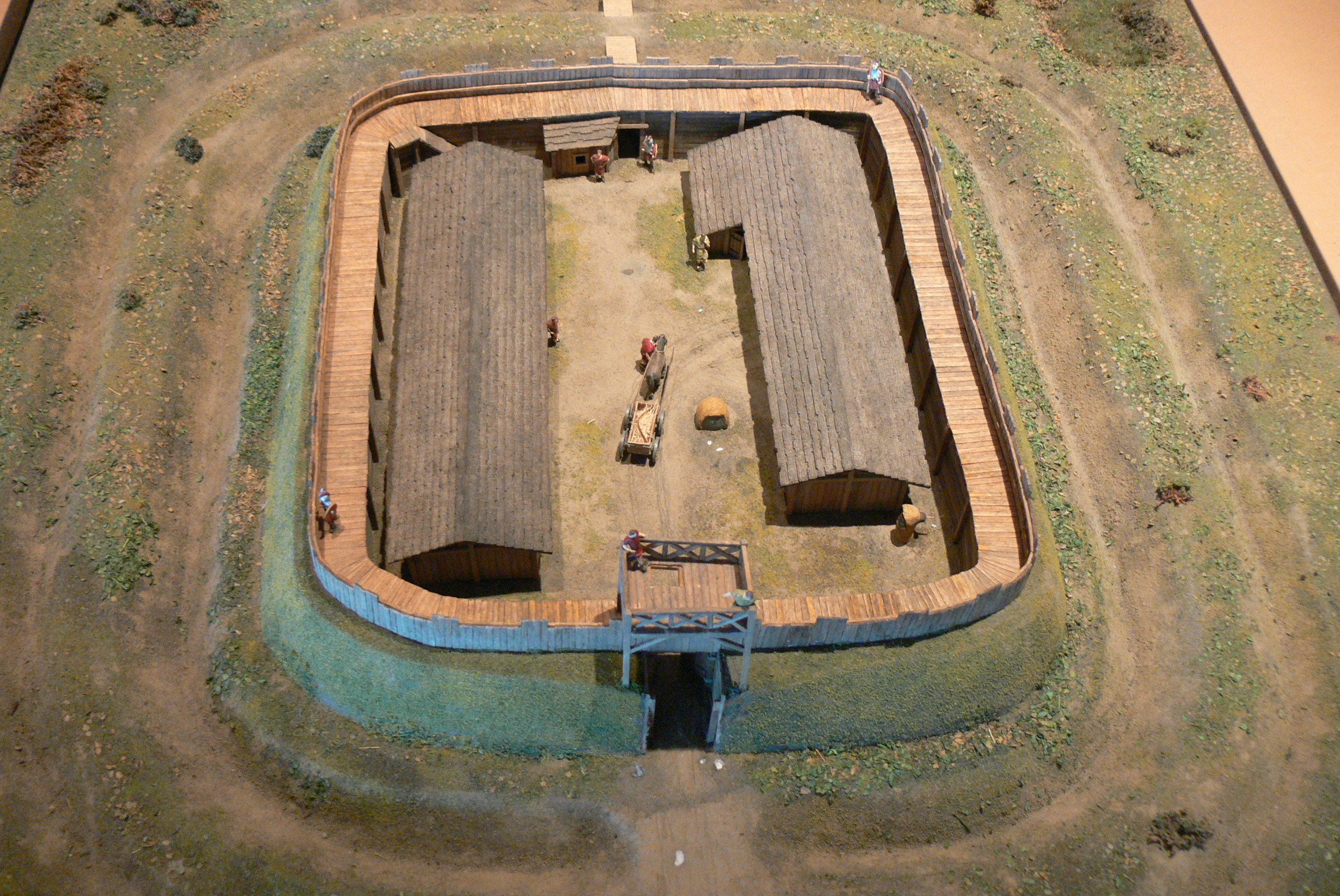
Modell des Kleinkastells Nersingen, Keltenmuseum Manching

 Um 40 n. Chr. erbauten die Römer im Zuge der tiberisch-claudischen Donaugrenzsicherung ein Kleinkastell westlich von Nersingen an einer alten Donaufurt. Gleichzeitig wurde entlang der Donau die wetterfeste weiträumige Donausüdstraße bis zum Donaudurchbruch Weltenburger Enge gebaut. Der Name des Gemeindeteils Straß ist – wie die Bezeichnung Straße – dem lateinischen strata entlehnt. Mit dem Vorverlegen der römischen Reichsgrenze über die Donau nach Norden wurde das Kastell um 80 n. Chr. wieder aufgegeben. Grabbeigaben aus den römischen Friedhöfen in den Gemeindeteilen Unterfahlheim und Straß sind in Neu-Ulm bei den Archäologiefreunden Neu-Ulm ausgestellt. Der Unterfahlheimer Friedhof deutet durch seine Größe, die Existenz eines Grabmonuments und die gefundenen Grabbeigaben, u. a. vier silberne Schreibstifte, sogenannte stili, auf eine örtliche rätische Oberschicht hin. In Straß stand ein gallo-römischer Umgangstempel.

### Neuzeit
1525 kam es an der Grenze zwischen dem heutigen Ortsteil Unterfahlheim und der Stadt Leipheim am Biberhaken, also bei der Mündung der Biber in die Donau, zur Schlacht bei Leipheim. Das Heer des Schwäbischen Bundes unter seinem Anführer Georg von Waldburg-Zeil rückte entlang der heutigen B 10 gegen rund 5000 aufständische Bauern des sogenannten Leipheimer Haufens vor, in dem auch aufständische Bauern der Nersinger Gemeinden standen, und schlug diese vernichtend.
Im Dreißigjährigen Krieg litt die Nersinger Bevölkerung unter Einquartierungen, Requirierungen, Plünderungen, Brandschatzung und Gewalttaten durch die Landsknechte ganz besonders, da im protestantischen Ulm eine schwedische Garnison lag, die wiederholt von kaiserlichen katholischen Truppen belagert wurde. Hinzu kam noch die Pest. 1635 lebten in den vier Dörfern Oberfahlheim, Unterfahlheim, Nersingen und Straß nur noch 10 Einwohner, alle anderen waren nach Österreich geflohen, verschleppt worden oder umgekommen. Die Fluren waren verödet.
Zum Auftakt der Schlacht bei Elchingen stürmten und reparierten die napoleonischen Truppen im Jahr 1805 die beschädigte Donaubrücke von Nersingen nach Elchingen und schlugen das österreichische Korps unter General Johann Siegmund von Riesch.
Von 1943 bis 1945 befand sich das Außenkommando Fischereischule Unterfahlheim des KZ Dachau in einem Fischzuchtbetrieb des SS-Funktionärs Karl Rühmer.

### Eingemeindungen
Im Zuge der Gebietsreform in Bayern wurde am 1. Januar 1971 Leibi eingegliedert. Am 1. Mai 1978 kamen Straß, Oberfahlheim und Unterfahlheim hinzu.

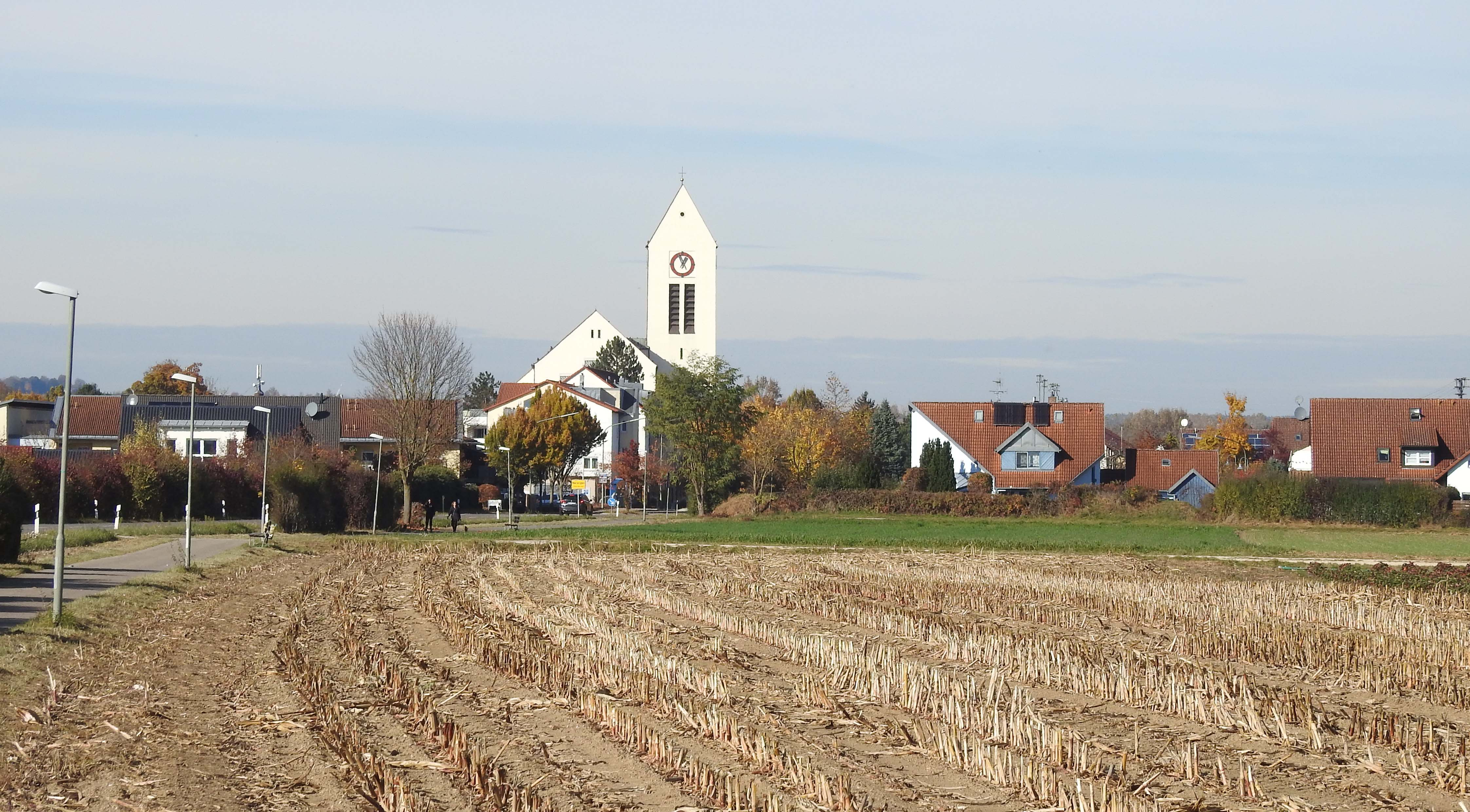
Nersingen von Süden

### Einwohnerentwicklung und -verteilung
Zwischen 1988 und 2019 wuchs die Gemeinde von 8029 auf 9512 um 1483 Einwohner bzw. um 18,5 %.
| Jahr | Einwohner |
| ---- | --------- |
| 1961 | 5016      |
| 1970 | 6068      |
| 1987 | 7910      |
| 1991 | 8437      |
| 1995 | 8609      |
| 2001 | 9070      |
| 2005 | 9233      |
| 2010 | 9162      |
| 2015 | 9288      |

Die Einwohner teilen sich wie folgt auf die Gemeindeteile auf:
| Gemeindeteil  | Einwohner |
| ------------- | --------- |
| Leibi         | 1998      |
| Nersingen     | 3290      |
| Oberfahlheim  | 822       |
| Straß         | 2675      |
| Unterfahlheim | 911       |

(Stand 31. Dezember 2014 – Angaben mit Haupt- und Nebenwohnsitz)

## Politik

### Gemeinderat
Der Gemeinderat hat 20 Mitglieder zuzüglich des Ersten Bürgermeisters.
|      | CSU | SPD | Freie Wähler | Umweltliste | Gesamt   |
| 2002 | 9   | 6   | 4            | 1           | 20 Sitze |
| 2008 | 11  | 5   | 4            | —           | 20 Sitze |
| 2014 | 10  | 5   | 5            | —           | 20 Sitze |
| 2020 | 9   | 4   | 7            | —           | 20 Sitze |

(Stand: Kommunalwahl am 15. März 2020)

### Bürgermeister
Seit Juli 2004 ist Erich Winkler (CSU) Erster Bürgermeister. Bei der Kommunalwahl am 15. März 2020 wurde er ohne Mitbewerber mit 90,2 % der Stimmen für weitere sechs Jahre im Amt bestätigt.

### Gemeindepartnerschaften
Seit dem Jahr 2009 besteht zwischen der Gemeinde Nersingen und der österreichischen Gemeinde Reichenau in Kärnten, nach der Idee von Bürgermeister Winkler, eine Partnerschaft, die bei einem Partnerschaftsfest im Sommer 2009 beurkundet wurde.

### Partnerschaft mit dem Gebirgsfernmeldebataillon 210
Die Gemeinde Nersingen unterhielt eine Partnerschaft mit dem in Ulm stationierten Gebirgsfernmeldebataillon 210, das 2014 aufgelöst wurde.

## Wappen und Flagge
| Wappen von Nersingen | Blasonierung: „Unter silbernem Wellenschildhaupt durch einen gestürzten goldenen Flachsparren geteilt; oben in Blau ein von fünf goldenen Scheiben beseitetes schwarzes Mühlrad; unten durch einen goldenen Pfahl gespalten von Schwarz und Rot, vorne ein schräger goldener Rautenkranz, hinten zwei silberne Schräglinksbalken.“ |

Bannerflagge der Gemeinde Nersingen

| Wappen von Nersingen | Wappenbegründung: Das Gemeindewappen spiegelt die Geschichte und die geographische Lage der fünf Ortsteile von Nersingen wider. Für die historischen Beziehungen zur Reichsabtei Elchingen steht (als Übernahme aus dem Abteiwappen) der goldene Rautenkranz in Schwarz; die Oberherrschaft der Markgrafschaft Burgau wird durch den goldenen Pfahl und die zwei silbernen Schrägbalken in Rot angedeutet, die eine verminderte Wiedergabe des Burgauer Wappens darstellen. Gleichzeitig symbolisiert der goldene Pfahl die Römerstraße, die früher das Gemeindegebiet durchzog. Im oberen Teil des Wappens soll ein blütenartig gestaltetes Mühlrad mit fünf Schaufeln (die Mühlen befanden sich an der Roth und Leibi) und fünf goldenen Scheiben den Zusammenschluss der fünf Ortsteile zu einer neuen "blühenden" Gemeinde symbolisieren. Der Wellenbalken deutet auf die geographische Lage des Gemeindegebietes an Donau, Roth, Leibi und Biber hin. Das Gemeindewappen wurde am 20. Mai 1983 von der Regierung von Schwaben genehmigt. Der blau-gelb-schwarzen Bannerflagge ist das Wappen in der oberen Hälfte aufgelegt. |

## Kultur und Sehenswürdigkeiten

### Sehenswürdigkeiten

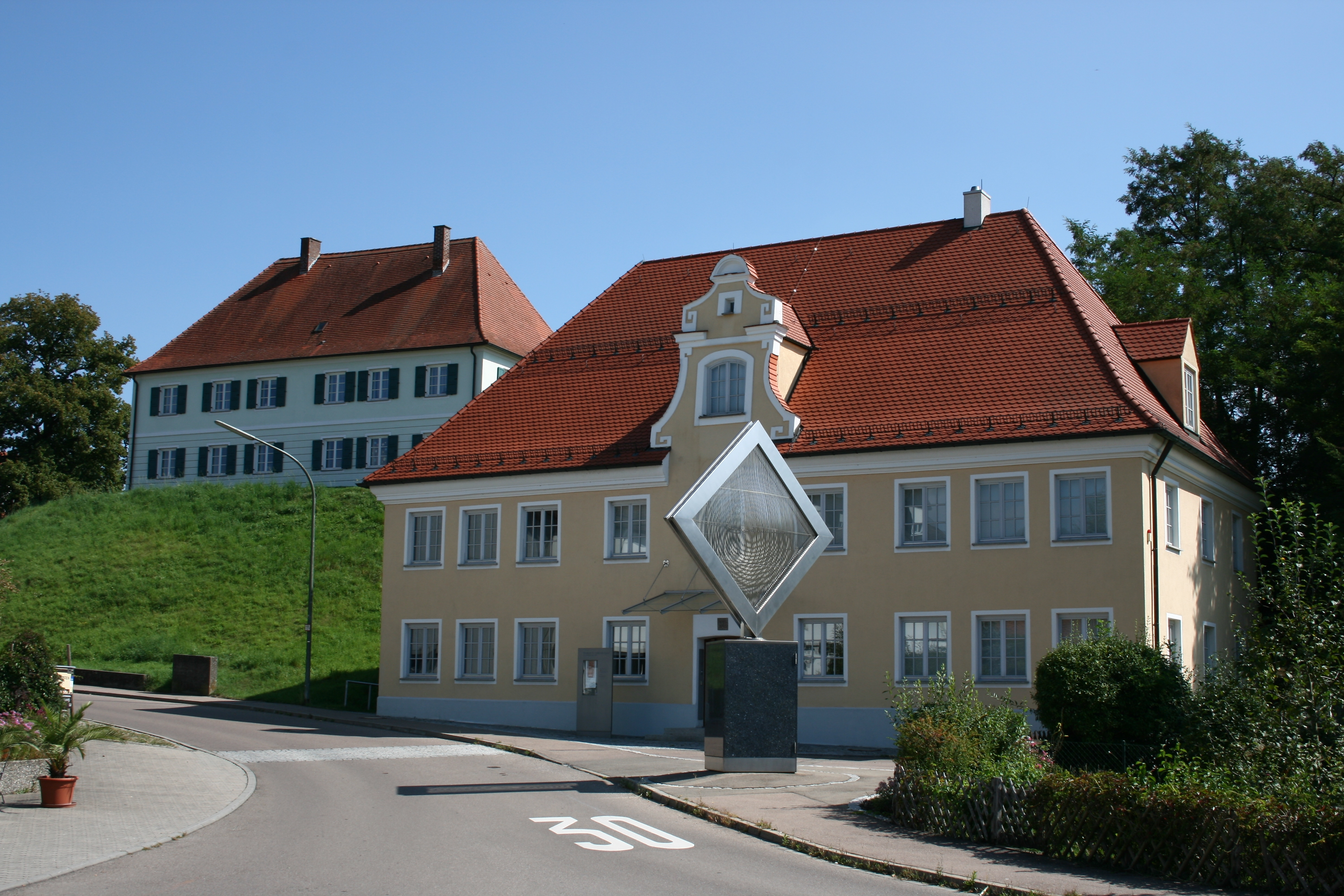
Museum für bildende Kunst

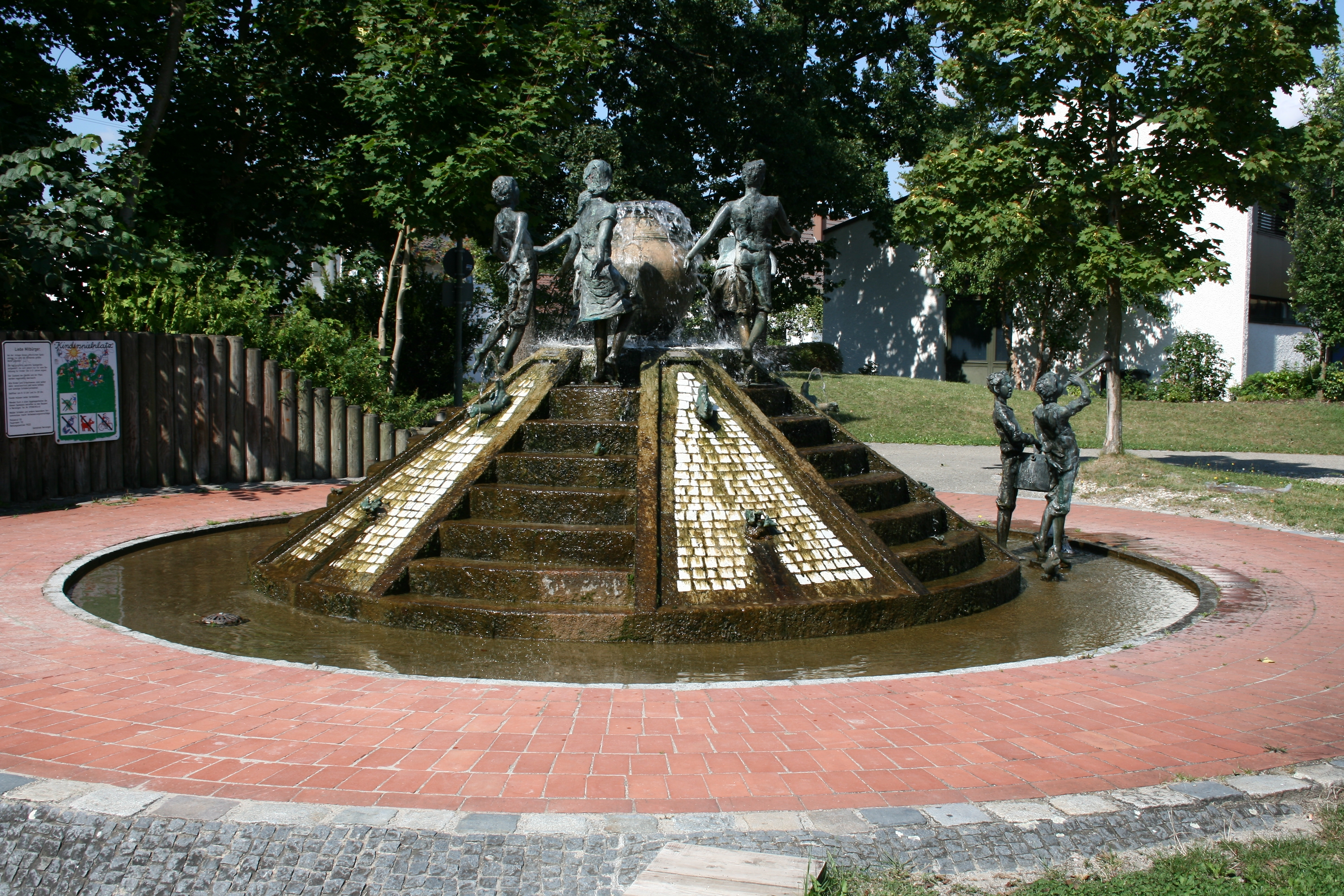
Brunnen beim Rathaus in Nersingen

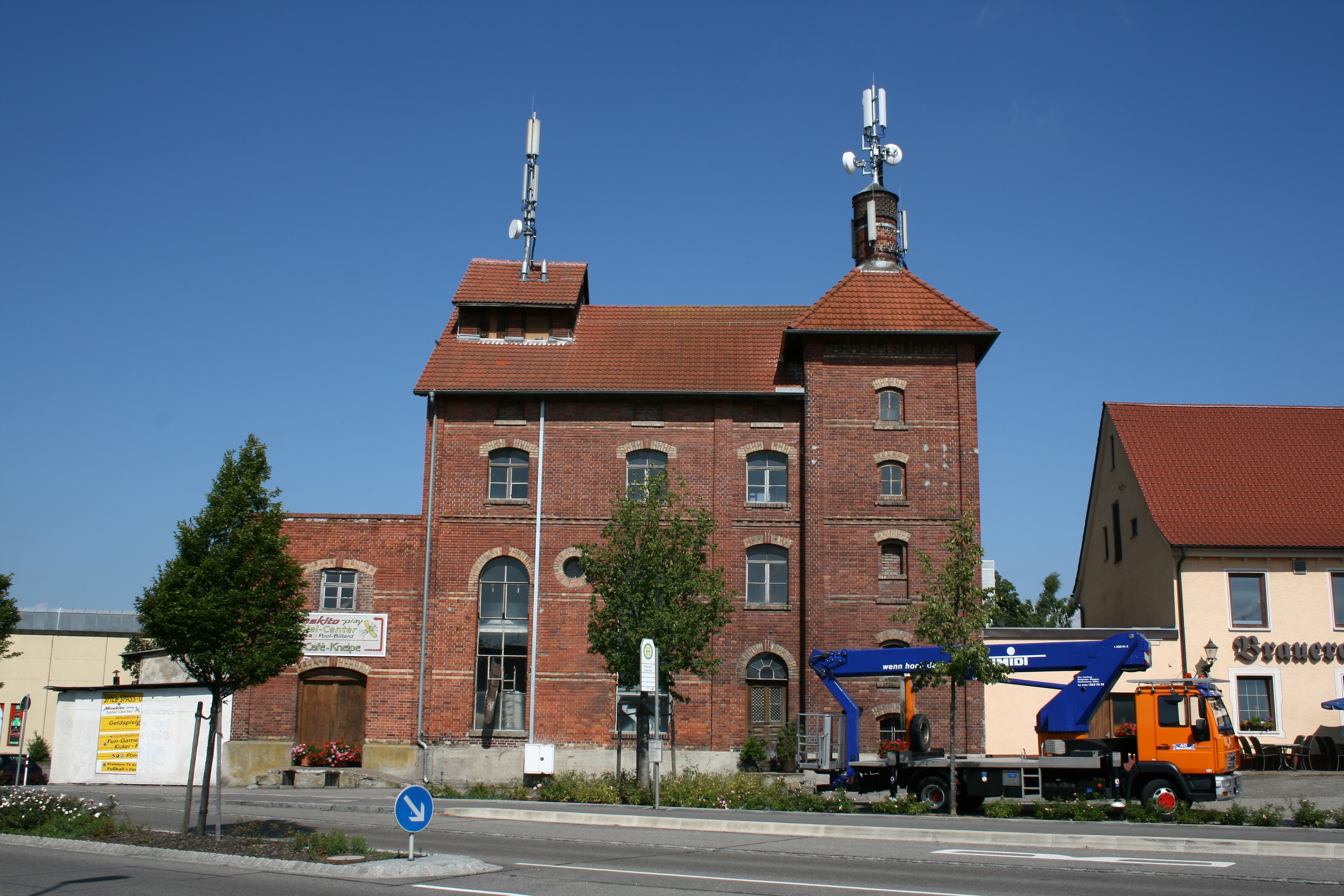
Bräuhaus Seybold in Nersingen

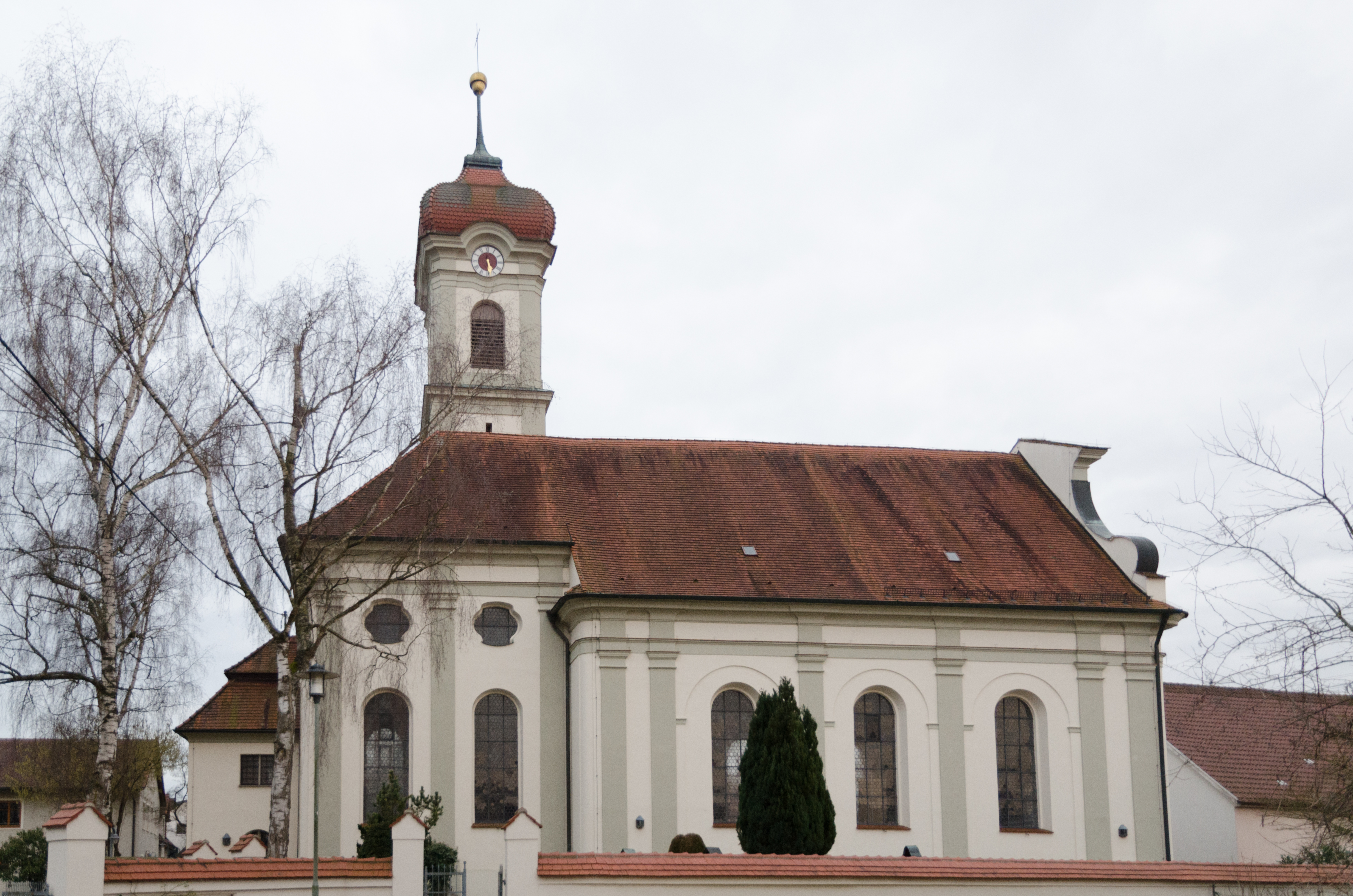
St. Johann Baptist in Straß

- Bräuhaus Seybold, denkmalgeschütztes Brauereigebäude im Backsteinstil in Nersingen
- Museum für bildende Kunst in Oberfahlheim
- St. Johann Baptist, Rokokokirche von 1748 mit Ölbergkapelle in Straß
- St. Dionysius, gotische Kirche in Oberfahlheim
- Filialkirche zur Heiligen Dreifaltigkeit, Kapelle erbaut 1754 in Unterfahlheim
- St. Nikolaus in Nersingen
- St. Leonhard in Leibi

## Wirtschaft und Infrastruktur

### Unternehmen
- Hilti Kunststoff GmbH in Straß
- Maka Systems

### Verkehr
Nersingen liegt an der Bundesautobahn 7, die Bundesstraße 10 führt durch die Gemeindeteile Unterfahlheim, Oberfahlheim und Nersingen. Durch die Gemeinde verläuft die Bahnstrecke Augsburg–Ulm, an der es auf der Gemeindegemarkung früher zwei Bahnhöfe gab. Der dreigleisige Bahnhof Nersingen wird jeweils im Stundentakt durch die Regional-Express-Linie 9 zwischen Ulm, Augsburg und München sowie durch die Züge der agilis zwischen Ulm, Donauwörth und Ingolstadt bedient. Der Bahnhof im Ortsteil Unterfahlheim wird nicht mehr von Personenzügen bedient. Buslinien verbinden Nersingen mit Ulm, Neu-Ulm, Günzburg und Ichenhausen.

### Bildung
Grundschulen gibt es in den Gemeindeteilen Nersingen, Straß und Oberfahlheim. In Straß gibt es eine Mittelschule.

## Persönlichkeiten
- Ludwig Baumgartner (1909–1953 für tot erklärt), SS-Obersturmführer
- Ulrich-Arthur Birk (* 1949), Arbeits- und Sozialrechtler
- Manfred Enderle (* 1947), Amateur-Mykologe
- Fritz Fink (1897–1988), Lehrer, Stadtschulrat und Autor im NSDAP-Organ Der Stürmer
- Georg Graf (1906–1977), Jurist und Richter am Bundesgerichtshof